# Berlin Independent Film Festival
Das Berlin Independent Film Festival (Abk. BIFF) ist ein deutsches Filmfestival mit besonderem Schwerpunkt auf Independent-Filmen, das jährlich in Berlin stattfindet und deutsche sowie internationale Produktionen zeigt sowie in verschiedenen Kategorien auszeichnet. Es wurde im Jahr 2010 gegründet und findet jährlich zeitgleich zur Berlinale statt, ist aber ein separates, von der Berlinale unabhängiges Festival. Spielstätte ist das Babylon-Kino in Berlin. Neben Lang- und Kurzspielfilmen zeigt das Festival zusätzlich auch Musikvideos und Dokumentarfilme. Zusätzlich zu den Filmvorführungen werden bei zahlreichen Filmen auch Fragerunden mit den Beteiligten angeboten. Ein Schwerpunkt des Festivals liegt bei Spielfilmen, die das erste oder zweite Werk des jeweiligen Regisseurs sind.

## Deutsche Produktionen im Programm (Auswahl)
- 2012 zeigte das Festival You missed Sonja, die erste deutsche Stephen-King-Verfilmung.[7]
- 2013 zeigte das Festival Menschenliebe, einen No-Budget-Film, welcher davor schon zahlreiche internationale Preise gewonnen hatte.
- 2014 zeigte das Festival Herbstflattern, das Langfilm-Debüt von Birgitta Weizenegger, welcher im Jahr zuvor Premiere auf den Hofer Filmtagen hatte.
- 2015 zeigte das Festival Break-Up, welcher im Jahr davor bei den American Movie Awards als bester fremdsprachiger Film ausgezeichnet worden war.
- 2018 zeigte das Festival All Eyes on You, den zweiten Spielfilm von Felix Maxim Eller, welcher im selben Jahr auch auf dem Shanghai International Film Festival aufgeführt wurde.

## Rezeption
„Neben einem breiten Spektrum an Indie-Filmen, entwickelt sich das Berlin Independent Film Festival zu einem wichtigen Geschäftsknotenpunkt für die Low-Budget-Filmindustrie.“

„Eine große Auswahl faszinierender Filme, von Kurzfilmen zu Langfilmen, von Dokumentarfilmen zu Dramen.“

„Wenn Sie das Berlinale-Programm nicht ganz sättigt (...) bietet das diesjährige Berlin Independent Film Festival seinen eigenen, sich unter der Last der darauf befindlichen Langfilme, Kurzfilme und weiteren Filme, biegenden Tisch.“